# 地震 (2ちゃんねる・5ちゃんねるカテゴリ)
地震は、匿名掲示板2ちゃんねる（2ちゃんねる (2ch.net)、2ちゃんねる (2ch.sc)、5ちゃんねる）のカテゴリの1つである。

## 概要
- 日本国内で起こった地震情報の板をまとめている。

## 歴史
- 1999年5月30日-地震headline新設
- 2003年5月26日-臨時地震板・臨時地震+板新設
- 2005年1月25日-地震速報板新設
- 2011年3月11日-緊急自然災害板新設

## 掲示板
5個の板からなる（2023年5月現在）。

### 地震headline板
地震headline（じしんヘッドライン）とは2ちゃんねる地震カテゴリに所属する掲示板の1つである。

#### 概要
地震headline板は、地震速報板、臨時地震板、臨時地震+板に立ったスレッドへのリンクのみで構成された板である。リンクは作成順に並んでいる。また、RSS2.0での配信も行われている。

#### 歴史
- 1999年5月30日-新設

### 地震速報板
地震速報板（じしんそくほういた）とは匿名掲示板2ちゃんねるの地震カテゴリに所属する掲示板の1つである。

#### 概要
地震速報板は気象庁ホームページで公開された地震情報を元になまず ★が自動で地震の発生時刻、規模等を記したスレッドを自動作成、緊急地震速報Bot(@eewbot)のツイートを元にかえる ★が高度利用者向け緊急地震速報発令記録スレに自動投稿する板である。よって一般人はスレッド作成は不可能である。スレッドへのレスは可能。

#### 歴史
- 2005年1月25日-新設 (news18サーバ)[1]

### 臨時地震板
臨時地震板(りんじじしんいた 正式名称 地震があったので臨時板)とは2ちゃんねるの地震カテゴリに所属する掲示板の1つ。

#### 概要
2003年5月26日に宮城県沖を震源とする地震が発生したため臨時で新設された板である。現在は地震発生時に報告等に使用されることが多いが記者制度を取る臨時地震+板とは違い自由にスレッドが立てられるためネタスレッドも多少は存在する。また、地震の予知や緊急地震速報の話題等のスレッドも存在する。

#### 歴史
- 2003年5月26日-新設 (aa2サーバ)
- 2003年11月23日-移転 (news8サーバ)
- 2004年5月19日-移転 (news13サーバ)
- 2004年5月22日-移転 (news11サーバ)
- 2004年7月28日-移転 (live14サーバ)
- 2004年10月18日-移転 (live18サーバ)
- 2005年12月8日-移転 (live22xサーバ)
- 2006年12月20日-移転（liv24サーバ）[2]
- 2010年6月1日-移転 (live28サーバ)

### 臨時地震+板
臨時地震+板(りんじじしんぷらすいた 正式名称 地震があったので臨時+板)とは2ちゃんねるの地震カテゴリに所属する掲示板の1つ。

#### 概要
2003年5月26日に宮城県沖を震源とする地震が発生したため臨時で新設された板である。臨時地震板とは違い記者制度である。そのため自由にスレッド作成が不可能なため書き込めるスレッド数が1桁しかない場合が多い。地震発生時には書き込み数が増加する。

#### 歴史
- 2003年5月26日-新設 (aa2サーバ)
- 2003年11月23日-移転 (news8サーバ)
- 2004年5月19日-移転 (news13サーバ)
- 2004年5月22日-移転 (news11サーバ)
- 2004年7月28日-移転 (live14サーバ)
- 2004年10月18日-移転 (live18サーバ)
- 2005年12月8日-移転 (live22xサーバ)
- 2006年5月19日-移転 (live23サーバ)
- 2010年6月1日-移転 (live28サーバ)

### 緊急自然災害板
緊急自然災害板（きんきゅうしぜんさいがいいた）とは匿名掲示板2ちゃんねるの地震カテゴリに所属する掲示板の1つである。

#### 概要
2011年3月11日に東日本大震災が発生したため臨時で新設された板である。原発事故に関するスレッドが多い。それ以外には台風や大雨に関するスレッドも立っている。新しく台風が発生するたびに新しいスレッドが立てられる。

当初は緊急自然災害＠超臨時という名称が使用され、カテゴリメニューにも掲載されていなかったが、カテゴリメニューに追加された際に＠超臨時は外された。